# Tamworth F. C.
El Tamworth Football Club es un club de fútbol inglés de la ciudad de Tamworth. Fue fundado en 1933 y en la temporada 2024-25, jugara en la National League.

## Jugadores

### Plantilla 2013/14

#### Altas y bajas 2017–18 (verano)
| Altas        | Altas     | Altas           | Altas     | Altas        |
| Jugador      | Posición  | Procedencia     | Tipo      | Costo        |
| ------------ | --------- | --------------- | --------- | ------------ |
| Zack Kotwica | Delantero | Gloucester City | Traspaso. | No revelado. |

| Bajas   | Bajas    | Bajas   | Bajas | Bajas |
| Jugador | Posición | Destino | Tipo  | Costo |
| ------- | -------- | ------- | ----- | ----- |

## Palmarés

### Torneos nacionales
- Conference North (2):2009 y 2024
- Southern Football League (1):2003